# Alexis Jacob Azevedo

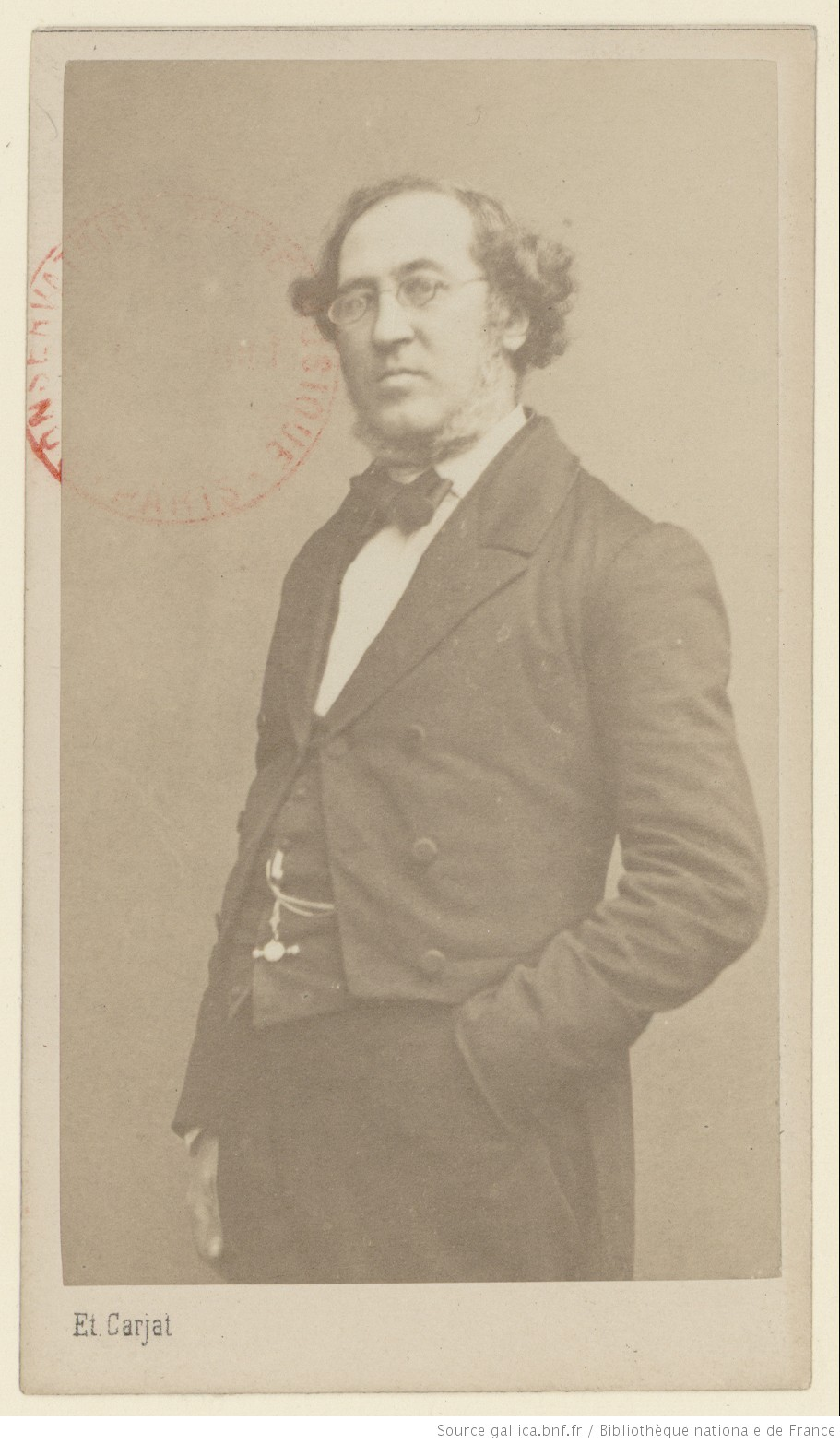
Alexis Azevedo

Alexis Jacob Azevedo (* 18. März 1813 in Bordeaux; † 21. Dezember 1875 in Paris) war ein französischer Musikkritiker und Musikschriftsteller.

## Leben und Werk
Alexis Azevedo war Mitarbeiter verschiedener Pariser Zeitungen. Er trat auch mehrfach als Unternehmer eigener Musikzeitungen in Erscheinung wie 1846 mit La critique musicale oder 1874 mit Les doubles croches malades. Er schrieb Biografien von Félicien David (Paris 1863) und Gioachino Rossini (Paris 1864). Er trat wiederholt für die von Émile Chevé angestrebte Reform der Notenschrift ein.